# Перевозне (Воткінський район)
Перево́зне (рос. Перевозное) — село у Воткінському районі Удмуртії, Росія.
Населення становить 1123 особи (2010, 1105 у 2002).
Національний склад (2002):
- росіяни — 84 %

Урбаноніми:
- вулиці — 1 травня, Азіна, Джерельна, Комсомольська, Леніна, Молодіжна, Піонерська, Пугачова, Радянська, Ювілейна
- провулки — Молодіжний, Піонерський, Радянський